# Кетел (Лауенбург)
Кетел (њем. Köthel) општина је у њемачкој савезној држави Шлезвиг-Холштајн. Једно је од 131 општинског средишта округа Херцогтум Лауенбург. Према процјени из 2010. у општини је живјело 282 становника. Посједује регионалну шифру (AGS) 1053070.

## Географски и демографски подаци
Кетел се налази у савезној држави Шлезвиг-Холштајн у округу Херцогтум Лауенбург. Општина се налази на надморској висини од 38 метара. Површина општине износи 1,5 km². У самом мјесту је, према процјени из 2010. године, живјело 282 становника. Просјечна густина становништва износи 186 становника/km².